# Hazelbrook
Hazelbrook är en ort i Australien. Den ligger i kommunen Blue Mountains och delstaten New South Wales, i den sydöstra delen av landet, omkring 71 kilometer väster om delstatshuvudstaden Sydney. Antalet invånare är 4 449.
Närmaste större samhälle är Katoomba, omkring 14 kilometer väster om Hazelbrook. 
I omgivningarna runt Hazelbrook växer i huvudsak städsegrön lövskog. Runt Hazelbrook är det ganska tätbefolkat, med 56 invånare per kvadratkilometer. Genomsnittlig årsnederbörd är 1 267 millimeter. Den regnigaste månaden är februari, med i genomsnitt 216 mm nederbörd, och den torraste är juli, med 25 mm nederbörd.